# 화평 (후한)
화평(和平)은 중국 후한(後漢) 환제(桓帝)의 두 번째 연호이다. 150년에서 151년 1월까지 1년 1개월 동안 사용하였다.

## 개원
화평(和平) 원년 1월 1일(150년 2월 15일)에 연호를 화평(和平)으로 개원함.

## 연대대조표
| 화평                | 원년       | 2년        |
| 서력                | 150년      | 151년      |
| 육십간지 (六十干支) | 경인(庚寅) | 신묘(辛卯) |

## 같이 보기
- 다른 왕조의 같은 연호
  - 전량(前凉) 화평(354년 ~ 355년)
  - 북위(北魏) 화평(460년 ~ 465년)

- 중국의 연호